# 走出疑古时代
走出疑古时代是李学勤于1992年提出的口号。

## 历史
1992年，李学勤在北京语言学院组织的座谈会上发表题为《走出疑古时代》的演讲。其中指出：“从晚清以来的疑古思潮基本上是进步的……可是它也有副作用，在今天不能不平心而论，它对古书搞了很多‘冤假错案’”，“在现在的条件下，我看走出‘疑古’的时代，不但是必要的，而且也是可能的”。
1995年，李学勤将相关文章编辑为书籍《走出疑古时代》出版。1996年正式启动的“夏商周断代工程”中，李学勤任工程专家组组长、首席科学家。
随着“走出疑古时代”被解读为对疑古思潮（参看古史辨派）的全盘否定，李学勤对此多次澄清。2004年，李学勤澄清说：“大家都知道, 我曾说过一句话：‘走出疑古时代’。这个提法可给我带来大麻烦了, 有很大误解。其实我的意思是，疑古思潮本身在当时是一种进步思潮，起了非常重要的进步影响，但我们今天不能以疑古为限。只有怀疑没有建设是不行的，更重要的是去论证，所以有些学者不能限于疑古，而要释古。”

## 反响
支持这一口号的学者有郭沂、廖明春等。吴锐、杨春梅则发表文章对李学勤的治学和该口号进行了尖锐批评。